# مدرسة جوليارد
مدرسة جوليارد (بالإنجليزية: Juilliard School)‏ هي مدرسة متخصصة في فنون الأداء كالغناء، والرقص. تقع هذه المدرسة في مدينة نيويورك في الولايات المتحدة الأمريكية. وتعتبر من أكبر المعاهد في مجالها.

## وصلات خارجية
- الموقع الرسمي